# Molalla, Oregon
Molalla là một thành phố trong quận Clackamas, tiểu bang Oregon, Hoa Kỳ. Dân số theo điều tra dân số năm 2000 là 5.647 người.

## Lịch sử
Molalla được đặt tên theo sông Molalla là con sông mang tên một bộ lạc người bản thổ Mỹ Molala sống trong khu vực này. William H. Vaughan đã khai hoang và được chính phủ cấp đất ở khu vực này vào năm 1844. Bưu điện Molalla được thiết lập vào năm 1850 gần Liberal và đóng cửa vào năm 1851. Bưu điện được tái mở cửa vào năm 1868 và hoạt động cho đến năm 1874, rồi lại mở cửa vào năm 1875. Đây có lẽ chính là nơi hiện tại của thành phố Molalla ngày nay.
Từ cuối thập niên 1990, thành phố đã trải qua một sự gia tăng phát triển và mở rộng trong lĩnh vực nhà ở. Một số cơ sở thương mại được quyền kinh doanh nhãn hiệu đã có mặt tại Molalla từ năm 2000. Năm 2005, Molalla gắn hệ thống đèn lưu thông đầu tiên của thành phố tại ngã tư Xa lộ Oregon 211 và Xa lộ Oregon 213 vì hoạt động thương mại gia tăng khiến lưu thông xe cộ đông đúc.

## Địa lý
Molalla nằm ở dưới chân đồi dãy núi Cascade gần Rừng Quốc gia Núi Hood, 15 dặm về phía nam Thành phố Oregon và 13 dặm từ Xa lộ Liên tiểu bang 5. Molalla bị vây quanh bởi nhiều nông trại và các khu phát triển gia cư nông thôn.
Theo Cục điều tra dân số Hoa Kỳ, thành phố có tổng diện tích là 1,9 dặm vuông Anh (5,0 km²), tất cả đều là đất.

## Kinh tế
Những công ty mướn người chính tại Molalla là Học khu Sông Molalla, Công nghiệp Brentwood và Công ty Kỹ thuật RMS.

## Các nơi hấp dẫn
Hành lang sông Molalla River mang đến nhiều cơ hội cho các hoạt động ngoài trời gồm có câu cá trên sông Molalla, săn bắn, và đi bộ đường dài.